# Adolf Wölfli
Adolf Wölfli (29. února 1864 Bowil, Švýcarsko – 6. listopadu 1930 Waldau, Bern, Švýcarsko) byl švýcarský výtvarník, hudební skladatel a spisovatel. Jako jeden z prvních byl dáván do souvislosti s výtvarným směrem art brut. Celý svůj dospělý život prožil v ústavu pro duševně choré, kde také vytvořil své dílo.

## Životopis
Narodil se v Bowilu v kraji Emmental poblíž Bernu jako nejmladší ze sedmi dětí. V roce jeho narození se rodina do Bernu přestěhovala. Otec, povoláním kameník, byl notorický alkoholik a roku 1870 rodinu opustil. Matka se živila zprvu jako pradlena. V roce 1872 rodinu úřady přestěhovaly do její domovské obce Schangnau, kde byli matka a syn odděleni a pracovali za stravu a ubytování u různých sedláků. Roku 1873 Wölfliho matka zemřela. 

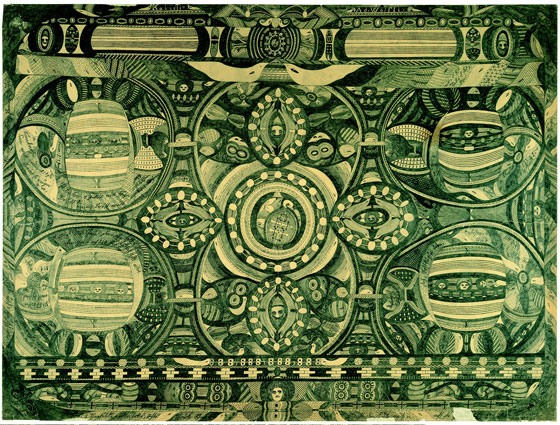
Katolická centrála ducha v Římě, 1905, 74,5 x 99,5 cm, Adolf-Wölfli-Stiftung, Kunstmuseum Bern

 Od té doby se živil jako nádeník na statcích v Schangau a později i v kantonech Bern a Neuchâtel. Vyrůstal za špatných sociálních podmínek a byl zařazen na nejnižších stupních společenského žebříčku. To mu neumožňovalo založit trvalý partnerský vztah. V letech 1883–1884 prodělal základní vojenský výcvik. Roku 1890 byl odsouzen na dva roky do vězení za sexuální obtěžování dvou dívek, čtrnáctileté a pětileté. Po propuštění pracoval jako námezdní dělník, jeho sociální izolace se zvětšovala. V roce 1895 se opět pokusil sexuálně zneužít tři a půl roku starou dívku. Aby se zjistilo jeho duševní zdraví, byl umístěn do psychiatrické léčebny ve Waldau poblíž Bernu. Zde mu byla diagnostikována schizofrenie. Proto zůstal ve Waldau internován až do své smrti v roce 1930. Příčinou smrti byla rakovina tlustého střeva.

## Dílo

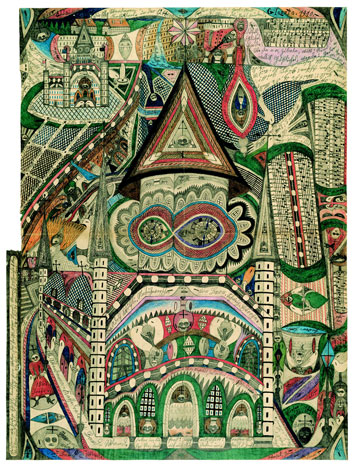
Katedrála svaté Wandanny v Band-Wandu, 1910, Od kolébky ke hrobu, sešit 4, s. 205, Adolf-Wölfli-Stiftung, Kunstmuseum Bern

Od roku 1899 začal kreslit, do roku 1904 se však žádné kresby nedochovaly. Po celý život kreslil ve své cele o velikosti 7 čtverečných metrů tužkami na velkoformátové novinové papíry. Zprvu černobílé kompozice, později barevné. Jednotlivé listy vázal do sešitů. Jeho dílo se skládá ze 45 velkých a 16 malých sešitů o 26 000 stranách textů, hudebních partitur, číselných záznamů a zejména 1600 kreseb a 1640 koláží. Ke konci života je nazval Obří stvoření svatého Adolfa, protože se od roku 1915 za svatého považoval. Toto dílo je rozděleno na několik samostatných částí:
- Od kolébky ke hrobu, 3000 stran, (1908–1912)
- Zeměpisné a počtářské sešity, 3000 stran, (1912–1916)
- Sešity s písněmi a tanci, 7000 stran, (1917–1922)
- Sešity s tanci a pochody, 5000 stran, (1924–1928)
- Smuteční pochod, 8000 stran (1928–1930) – nedokončené dílo

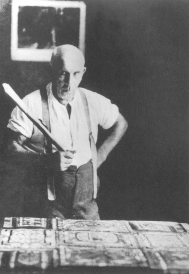
Wölfli v roce 1925

 Myslel si, že svým dílem vytváří nový svět. Proto sestavil i novou číselnou soustavu, která nahrazovala stávající, všeobecně uznávanou. Přibližně od roku 1905 je ikonografie jeho kreseb stejná. Prolínají se na nich ornamenty a figurální motivy (nejčastěji stylizovaný autoportrét s křížem na hlavě) s popisnými texty a notovými partiturami. V pozdějším období začaly vznikat koláže, když na papíry nalepoval výstřižky z novin, které byly obkrouženy ornamenty a texty. Ačkoliv Wölfli nikdy neopustil kanton, kde se narodil, umisťoval děje svých obrazů do imaginárních krajin a světů. Obrazy jsou často doprovázeny notovými partiturami.

## Odkaz a recepce
V letech 1907–1919 působil ve Waldau jako psychiatr Walter Morgenthaler. V roce 1921 vydal knihu Ein Geisteskranker als Künstler (Duševně nemocný jako umělec), ve které veřejnost seznámil s Wölfliho dílem. V té době již Wölfli začal některé své obrazy prodávat specializovaným sběratelům. André Breton označil jeho dílo za jedno z nejvýznamnějších ve 20. století, oceňovali ho i jiní surrealisté. Roku 1948 vystavil francouzský malíř Jean Dubuffet 120 jeho obrazů v Paříži. O Wölfliho opíral Dubuffet svou koncepci art brut (surové umění). V roce 1972 byly Wölfliho práce vystaveny na prestižní výstavě documenta 5 v Kasselu. V témže roce vznikla v Bernu Nadace Adolfa Wölfliho. Jeho dílo je od té doby uloženo v Muzeu umění v Bernu. V letech 1978 a 1987 vyšly první desky s jeho hudbou. Naopak někteří hudební skladatelé pasáže Wölfliho textů zhudebnili, např. Georg Friedrich Haas či Bernhard Gál.
Od února do května 2012 uspořádala Galerie hlavního města Prahy v domě U Kamenného zvonu na Staroměstském náměstí retrospektivní výstavu Wölfliho díla.

## Galerie

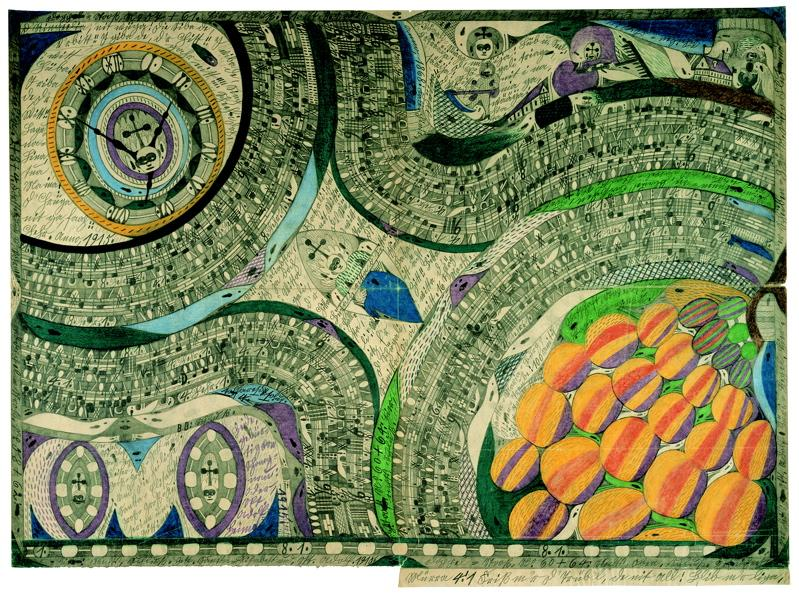
Hrad Panny Marie – obří hrozen vážící 100 tun unitifů, 1915
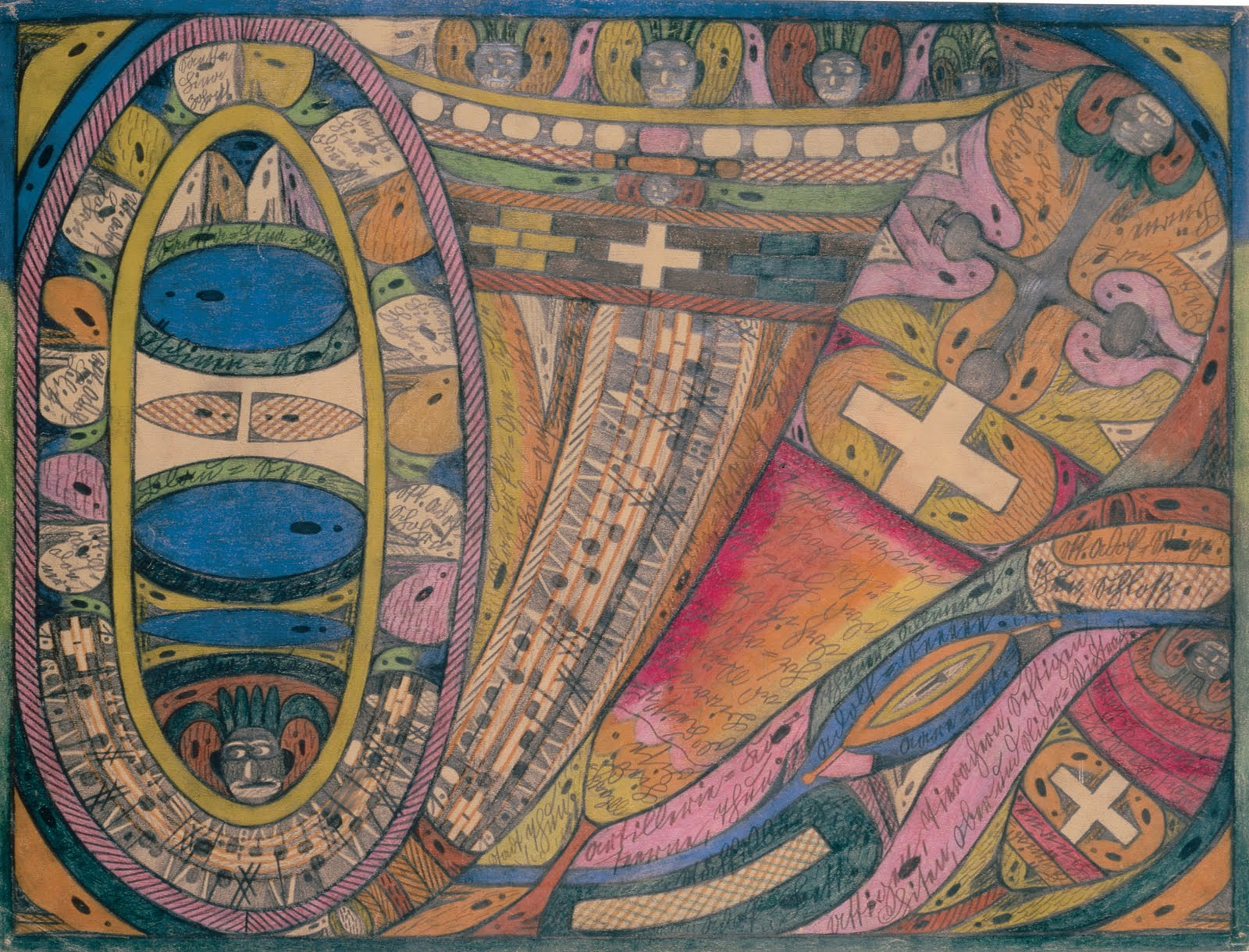
Beze jména, asi 1930
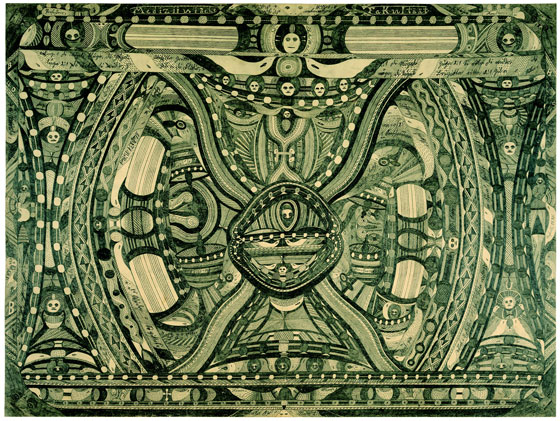
Lékařská fakulta, 1905, 75 x 99,7 cm, Adolf-Wölfli-Stiftung, Kunstmuseum Bern
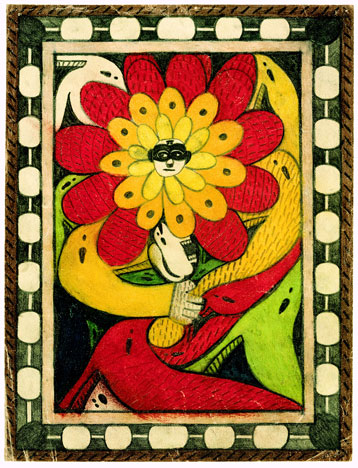
Trůn svatého Adolfa, 1917, 28,9 x 21,8 cm, Adolf-Wölfli-Stiftung, Kunstmuseum Bern